# Историја неураксијалне анестезије
Историја неураксијалне анестезије датира још од касних 1800-их и уско је повезана са развојем анестезије уопште.
Неураксијална анестезија, која се као посебан облик регионалне анастезије примењује у или око централног нервног система, намењена је за лечење болова и/или за анестезију током извођења одређених операција и процедура. Неураксијална анестезија се користи као самостална анестезија или у комбинацији са општом анестезијом за већину процедура испод врата, а уобичајена је за хируршке процедуре које укључују доњи део трбуха, карлицу, перинеум и доње удове.
Развој регионалне анестезије започео је изолацијом локалних анестетика, од којих је први био кокаин, једини природни локални анестетик. Прва урађена регионална анестезија била је спинална анестезија, а прва операција под спиналном анестезијом урађена је 1898. године у Немачкој. Пре тога, једине технике локалне анестезије биле су локална анестезија ока и инфилтрациона анестезија. 
Епидурални и интратекални опиоиди су данас део рутинског режима за интра- и постоперативну аналгезију. Током последњих 30 година, употреба епидуралних опиоида постала је стандард за аналгезију у порођају, као и за лечење хроничног бола. Коначно, показало се да епидурални опиоиди имају превентивни ефекат, када се користе пре велике операције.  
Како се етарска анестезија (1846) сматра првим модерним анестетиком од када ју је Мортон користио пре више од 150 година, тако је Бир ушао у историју користећи кокаин за интратекалну анестезију 1898. године. Након што је први објављени извештај о опиоидима за интратекалну анестезију потекао од румунског хирурга Racoviceanu-Pitesti, који је своје искуство представио у Паризу 1901. године, прошло је скоро век пре него што су опиоиди коришћени за епидуралну аналгезију захваљујући Behar-у и његовим колегама  који су објавили први извештај о епидуралној употреби морфијума за лечење бола у 1979. године, када су епидурални и интратекални опиоиди постали део рутинског режима за интра  и постоперативну аналгезију.
У наставку ове страници представљена је еволуција неураксијалне анестезије и историја интратекалне и епидуралне примене опиоида који су данас део рутинског режима за унутароперативну и постоперативну аналгезију.

## 19. век
Friedrich Gaedcke
Friedrich Gaedcke (1828–1890)  постао је 1855. године први лекар који је хемијски изоловао кокаин, најмоћнији алкалоид биљке кока. Он је ово једињење назвао еритроксилин.
Karl Koller
Три деценије касније (1884. године) аустријски офталмолог Karl Koller (1857–1944) укапавао је 2% раствор кокаина у сопствено око а потом је тестирао његову ефикасност као локалног анестетика, убодом сопственог ока иглом. Његови налази су потом представљени на годишњој конференцији Хајделбершког офталмолошког друштва.
William Halsted
Следеће 1885. године,  William Halsted (1852–1922) извео је прву блокаду брахијалног плексуса.  Након што је 1884. године,  прочитао чланак аустријског офталмолога Karl-а Koller-а, који описује анестетички капацитет кокаина који се аплицира на површину очне коњуктиве , посветио се истраживању примене ове супстанце као средства за неуралну блокаду ињекцијом око корена нерва кокаином . Као резултат ових истраживања, у којима је експериментисао на себи, Халстед се навикао на конзумацију овог лека. Године 1886. подвргнут је лечењу детоксикације у санаторијуму у Провиденсу, Роуд Ајленд , у болници Батлер, користећи морфијум , супстанцу од које је касније постао зависан од дроге. 
James Leonard Corning
Следила су истраживања James-а Leonard-а Corning-а (1855–1923). Овај лекар који је рођен у Конектикату а дипломирао у Немачкој на Универзитет у Хајделбергу и Универзитет у Вирцбургу, у којима је   започео да проучавао ефекте кокаина на периферни нервни систем и показао вазоконстриктивну и анестетичку функцију кокаина који је убризгавао између спинозних наставака доњих лумбалних пршљенова, прво псу, а затим и здравом човеку. Његови експерименти се смтрају првим објављеним описи принципа неураксијалне блокаде.
Heinrich Irenaeus Quincke
Велики напредак у медицини догодио се 14 година након  експеримената James Leonard Corning са спиналном анестезијом, када је у Килу у Немачкој, почевши од 1872, Heinrich Irenaeus Quincke (1842–1922)  започео експерименте на животињама дизајниране тако да тестирају његову теорију о смањењу повишеног интракранијалног притиска лумбалном пункцијом. Quincke  је1891. године објавио студију о 10 пацијената који су били подвргнути лумбалним пункцијама 22 пута ради ублажавања повишеног интракранијалног притиска повезаног са туберкулозним менингитисом. Током ових истраживања Quincke је дизајнирао кичмену иглу за лумбалну пункцију.
August Karl Gustav Bier
Следе истраживања немачког хирург August Karl Gustav Bier (1861–1949)  извршио је прву операцију под спиналном анестезијом у Килу. Његов први рад о спиналној анестезији објављен је у априлу 1899. године у коме је пријавио шест пацијената који су подвргнути спиналној анестезији ради хируршких захвата. У првом обављеном поступку 16. августа 1898. године Bier је користио између 5 и 15 мг кокаина (0,5% или 1,0%).  
Након објављивања Bier-ових експеримената 1899. године, развила се контроверза око тога да ли су Bier  или Corning  извели прву успешну спиналну анестезију. Нема сумње да су Corning-ови експерименти претходили Bier-овим. Међутим, дуги низ година водила се расправа око тога да ли је Corning-ова ињекција била је спинални или епидурални блок. Доза кокаина коју је користио Corning  била је осам пута већа од оне коју су користили Bier  и Théodore Tuffier (1857 – 1929). Упркос овој много вишој дози, почетак аналгезије код Corning-овог људског субјекта био је спорији, а дерматомски ниво аблације сензације био је нижи. Такође, Corning није описао да је видео проток цереброспиналне течности у својим извештајима, док су Bier и Tuffier дали ова запажања. На основу Corning-овог описа његових експеримената, очигледно је да су његове ињекције убризтгаване у епидурални простор, а не у субарахноидални простор. Међутим, Corning  је био нетачан у својој теорији о механизму деловања кокаина на кичмене нерве и кичмену мождину, јер је навео погрешно да се кокаин апсорбује у венску циркулацију и потом транспортује до кичмене мождине.
Иако је Bier с правом заслужан за увођење спиналне анестезије у клиничку праксу, Corning је био тај који је створио експерименталне услове који су на крају довели до развоја и спиналне и епидуралне анестезије.

## 20. век
Oskar Kreis је био први лекар који је користио кичмену анестезију за породиље 1900. године; пре тога, коришћена је само инхалациона анестезија етром или хлороформа (упркос забринутости због могућих нежељених ефеката и на мајку и на фетус). Kreis је извршио спинализацију са 10 мг кокаина код шест жена у другој фази порођаја, што је резултовало сензорном парестезијом и одсуством бола, али је очувало моторичку функцију ногу. Жене су почеле да осећају бол тек неколико сати након порођаја, заједно са очекиваним нежељеним ефектима етра и хлороформа као што су главобоља, мучнина и повраћање. Kreis-ово запажање да су контракције материце биле непромењене помогло је да се одбаци раније веровање да су контракције и бол неодвојиви, и помогло је да се наставе даља истраживања неуроанатомије порођаја и синтеза нових лекова за спиналну анестезију. Нема сумње да његови напори представљају једну од главних прекретница у историји акушерске анестезије. Међутим, недостатак знања о компликацијама спиналне анестезије и могућим ефектима на порођај утицало је на то да су многи акушери остали неубеђени да почну са применом ове методе неколико година након овог открића.
До овог тренутка једини локални анестетик у широкој употреби био је кокаин, иако је све више доказа о системским ризицима повезаним са његовом употребом укључујући периферну вазоконстрикцију, ексцитабилност срца и централног нервног система, као и зависност од употребе кокаина. Иако је неколико истраживача током 1890-их промовисало употребу безбеднијих техника инфилтрације и нижих доза, остала је потреба да се развију алтернативе које су мање токсичне и изазивају зависност. Један од најранијих таквих лекова био је новокаин, који је 1905. изумео Алфред Ајнхорн, а први употребио у медицини Хајнрих Браун. Упркос томе што је безбеднији и мање изазива зависност, анестетичка моћ новокаина је била слабија. Такође је био повезан са већим ризиком од реакција преосетљивости због његовог метаболита пара-аминобензојеве киселине. Новокаин је касније добио генерички назив прокаин и данас је у употреби под тим именом у свим деловима света.
Амилокаин (бренд Стоваин) је био још један лек уведен почетком 1900-их и коришћен за спиналну анестезију. Синтетизовао га је Ернест Фурније, а први клинички употребио француски хирург Paul Reclus, а касније и Артур Баркер. Баркер је био познат по томе што је концепт баричности укључио у своју технику кичмене анестезије. Мешањем 5% амилокаина са 5% глукозе у нормалном физиолошком раствору, створио је хипербарични раствор који му је омогућио да утиче на ширење анестетика унутар цереброспиналне течности. Баркер је, између осталих, такође допринео побољшању дизајна и безбедности игала. Његова игла је имала оштар, издубљени врх како би се смањио ризик од продирања игле предалеко, а да је дужина косине била кратка. Такође је дизајнирао тупу канилу која би могла да стане унутар игле са широким отвором и да испоручи цео анестетички раствор у кичмени простор, помажући да се минимизира цурење у епидурални простор.
Дизајн игле је напредовао током прве половине 20. века. Током 1920-их, француски клиничар Гастон Лабат дизајнирао је тврду иглу од никла која је била много издржљивија од  претходника, од којих су многе биле никловане челичне игле склоне корозији. Његова истраживања о утицају кичмене анестезије на крвни притисак такође су била кључна за разумевање и побољшање безбедности, као и за побољшање њене популарности широм Европе и САД. Такође током 1920-их, Херберт Мертон Грин развио је први „атрауматски“ врх игле. Он је претпоставио да би коришћење врха игле који је пролазио између дуралних влакана, уместо да сече кроз њих, смањило цурење цереброспиналне течности, и заузврат смањило ризик од главобоље након дуралне пункције. Овај дизајн игле остао је популаран све до развоја Whitacre  игле 1950-их.
Године 1928. Улман је први пут у клиничкој пракси употребио нови локални анестетик дужег дејства познат као дибукаин, а затим четири године касније слично једињење, тетракаин. Оба лека су била снажнија од кокаина и мање склона реакцијама преосетљивости од прокаина. Међутим, корист од повећане потенције је надокнађена повећаним ризиком од системске токсичности, посебно ако се користи за блокаде периферних нерава, и ограничила је њихову употребу скоро искључиво на спиналну анестезију. Предвиђање како ће се ови анестетици ширити унутар кичменог простора такође је било тешко, посебно ако су представљени као изобарична решења. 
Године 1935. Линколн Сисе, који је црпео инспирацију из Баркерових напора, створио је поузданији хипербарични раствор тетракаина помешан са 10% глукозом и убризгавао га пацијенту са положеном главом надоле. Угао стола је затим подешаван према жељеном нивоу анестезије.
Године 1921. шпански војни хирург Fidel Pagés (1886–1923) развио је модерну технику лумбалне епидуралне анестезије, коју је потом популаризовао 1930-их италијански професор хирургије  Achille Mario Dogliotti (1897–1966), који је познат по томе што описује технику „губљења отпора“, која укључује сталну примену притиска на клип шприца да би се идентификовао епидурални простор док се напредује  иглом (ова техника се понекад назива Dogliotti-ев принцип.
Eugen Bogdan Aburel (1899–1975)  румунски хирург и акушер први је 1931. године   описао блокаду лумбалног плексуса током раног порођаја, након чега је уследила каудална епидурална ињекција за фазу избацивања.

### Средина 20. века
Nils Lofgren и Bengt Lundquist 1943. године  синтетизовали су први амид-везан анестетик, лидокаин, који се показао као одличан спинални анестетик за операције кратке до умерене дужине трајања, са малим ризиком од реакција преосетљивости и способности да се одупре деградацији на високим температурама. Ова термичка стабилност значила је да је лидокаин могао да издржи поновну стерилизацију много боље од својих претходника. Ом је и данас један од најпопуларнијих лекова за локалну анестезију, иако је његова употреба као спиналног анестетика доведена у питање недавним студијама које извештавају о већој инциденци постоперативних пролазних неуролошких симптома у поређењу са другим агенсима.
Поред фармаколошког напретка,  током 1940-их дошло је и до развоја метод континуиране кичмене анестезије William Lemmon’s-а коришћењем савитљивих игала повезаних са гуменим цевима. 
Први опис континуиране спиналне анестезије дао је 1907. године британски хирург Henry Dean, иако је његов извештај у то време привукао релативно мало интересовања. Лемонова метода је добила већи публицитет на терену, иако је било тешко држати иглу у правилном положају унутар кичменог простора.
Неколико година касније, Edward Tuohy је увео концепт катетера, уместо игле и цеви, за испоруку поновљених болуса анестетика, што више подсећа на уређаје који се данас користе
Још један значајан развој током овог периода десио се 1946. године када су Роман-Вега и Адријани описали поједностављену технику користећи хипербарична анестезијска решења за обезбеђивање кичмене анестезије само у седалном пределу. Кључне предности су биле смањена инциденција хипотензије у поређењу са конвенционалном спиналном анестезијом. Седални блокови су у почетку коришћени за ректалне и гениталне захвате, а касније су примењени и у акушерству.

## 21. век
Добар пример како је напредак у претходним деценијама допринео савременој пракси је употреба неуроаксијалне анестезије у дневној хирургија. Ово је постало могуће делимично захваљујући побољшањима у горе поменутом дизајну игле са врхом попут оловке, која су смањила учесталост главобоље након дуралне пункције.
Поред тога, значајно се показало недавно увођење хипербаричног препарата прилокаина и 2013. године лиценцирање препарата без конзерванса од 1% 2-хлоропрокаина. Оба лека су кратког дејства у поређењу са бупивакаином и левобупивакаином, и зато су погоднија за дневну хирургију. Такође имају бољи профил нежељених ефеката у поређењу са ранијим препаратима, који су укључивали веће концентрације и додавање конзерванса као што је натријум бисулфит. Оба лека могу помоћи у смањењу потребе за адјувансним спиналним опиоидом и повезана су са мање тешком мучнином и постоперативним болом.
Коначно, акушерство је још једна област која и даље има користи од напретка у спиналној анестезији. Године 2010. објављена је серија случајева од 25 спиналних анестетика брзе секвенце у категорији I царским резом. Општа анестезија је повезана са повећаним компликацијама код мајке током царских реза категорије I, али се брже примењује. Приступ кичменог стуба брзе секвенце, заснован на неколико принципа, укључујући технику „без додира“ и поједностављену комбинацију анестетичких лекова, штеди значајно време у поређењу са стандардним приступом. Важно је да су аутори и даље препоручили рано прелазак на општу анестезију ако покушаји кичме нису били успешни.
У контексту недавне пандемије коронавируса, спинална анестезија брзе секвенце показала се као вредна алтернатива општој анестезији, посебно у хитним случајевима.